# Димитрије Аврамовић (рагбиста)
Димитрије Аврамовић (рум. Dimitrije Avramovic; 11. јануар 1996) професионални је српски рагбиста (варијанта са 15 играча), који тренутно игра за Темишвар сарасенсе, филијају вишеструког првака Европе и енглеског гиганта Сарасенсе, у домаћем првенству Румуније.
Димитрије Аврамовић је репрезентативац Републике Србије у рагбију 7 и рагбију 15.
Има физичке предиспозиције за рагби фудбал, поникао је у омладинској школи "Партизан", за који је наступао и у сениорској конкуренцији. Један је од највећих бисера које је изнедрила Партизанова школа рагбија.
Његов млађи брат Аљоша је такође вансеријски играч.

## Детињство и младост
Родио се у Београду, главном граду тадашње Југославије, прошао је млађе селекције Партизана. Био је један од најбољих играча Партизана, дешавало се да прави разлику на терену у утакмицама, против Рада и Црвене Звезде у домаћем првенству Србије.

## Професионална рагби каријера

### Клупска рагби каријера
Из највећег српског рагби клуба Партизана, одлази на пробу у Румунију, где се добро показао. Потписао је професионални уговор за Темишвар сарасенсе.

### Репрезентативна рагби каријера
Био је један од носиоца игре младе рагби 15 репрезентације Србије за играче до 18 година. Наступао је на Европском првенству за рагби 7 и рагби 15 репрезентацију Србије.

## Породица и приватан живот
Димитријев млађи брат Аљоша је такође врхунски рагбиста. Аљоша Аврамовић је вансеријски таленат, врхунски техничар, један од најбољих и најбржих бекова на простору бивше, социјалистичке Југославије. Професионално је играо рагби на Малти.